# Imperatour
Die Imperatour war eine Tournee der schwedischen Heavy-Metal-Band Ghost.

## Entstehung
Am 23. November 2021 kündigten Ghost eine 23 Termine umfassende Headlinertournee durch Europa an, auf der sie ihr am 11. März 2022 erschienenes fünftes Studioalbum Impera vorstellten. Als Vorgruppen fungierten Uncle Acid & the Deadbeats aus England sowie Twin Temple aus den Vereinigten Staaten. Die Tour begann am 9. April 2022 im englischen Manchester und endete am 18. Mai 2022 in der ungarischen Hauptstadt Budapest. Das für den 21. April 2022 geplante Konzert in Leipzig musste abgesagt werden. Ghost veröffentlichten ein vage gehaltenes Statement, nachdem die Band „aufgrund von Umständen jenseits ihrer eigenen Kontrolle dazu gezwungen sind, die Show abzusagen“. Darüber hinaus traten Ghost noch beim Musikfestival Hellfest im französischen Clisson auf. Der dortige Auftritt musste vorzeitig beendet werden, da Sänger Tobias Forge seine Stimme verlor.
Einen Tag vor dem Ende der Europatournee wurde eine 20 Termine umfassende Tournee durch Nordamerika angekündigt, von denen 17 in den Vereinigten Staaten und drei in Kanada stattfanden. Ghost wurden hierbei von der US-amerikanischen Band Mastodon, der kanadischen Band Spiritbox und der englischen Band Carcass begleitet. Während des Konzerts in Huntsville am 2. September 2022 fiel ein Musiker von Ghost von einer Plattform, blieb dabei aber unverletzt. Später schrieb er scherzhaft auf Twitter, dass dieser Sturz geplant gewesen wäre. Am 8. September 2022 traten Ghost und Spiritbox beim Blue Ridge Rock Festival auf. Am 21. September 2022 warf Tobias Forge beim Baseballspiel der Chicago White Sox gegen die Cleveland Guardians den zeremoniellen First pitch. Das abschließende Konzert am 23. September 2022 in Green Bay fand ohne Mastodon, dafür mit Carcass statt.
Im September 2022 verkündete Ghosts Sänger Tobias Forge, dass die Band im Jahre 2023 „viel auf Tour gehen wird“. Einen Monat später veröffentlichte die Band ein Video, in dem von einer Europatournee im Jahre 2023 gesprochen wird. Ende Oktober 2022 wurden Konzerttermine in Frankreich mit Spiritbox und Festivaltermine für den Frühsommer 2023 angekündigt. Im Februar 2023 wurde die Re-Imperatour durch Nordamerika mit Amon Amarth angekündigt. Diese Tournee umfasste 28 Termine, wobei die letzten beiden Konzerte in Los Angeles ohne Amon Amarth stattfinden sollten. Bei dem Konzert in St. Louis am 11. August 2023 wurde zahlreichen Fans, wenn sie ihre Gesichter bemalt haben, der Einlass entweder verwehrt wurde oder aufgefordert wurden, die Bemalung zu entfernen. Nach dem Konzert entschuldigte sich der Veranstalter und sprach von einem Missverständnis. Die Konzerte in Simpsonville, Tampa und Jacksonville mussten wegen des Hurrikan Idalia abgesagt werden.
Bei den beiden Konzerten in Los Angeles am 11. und 12. September 2023 im Kia Forum zu Los Angeles sprach die Band ein striktes Handyverbot aus. Beide Konzerte wurden aufgezeichnet und Ghost hätten das Publikum als Statisten verwendet. Am 20. Juni 2024 wurde der Musikfilm Rite Here Rite Now, der unter anderem Videoaufnahmen der Konzerte enthält, weltweit in den Kinos uraufgeführt und spielte insgesamt über fünf Millionen Dollar ein. Am 26. Juli 2024 folgte mit Rite Here Rite Now (Original Motion Picture Soundtrack) der passende Soundtrack, der Audioaufnahmen der Konzerte sowie eine Studioversion eines bislang unveröffentlichten Liedes enthält.
Ghosts Sänger Tobias Forge trat bei dieser Tournee als Papa Emeritus IV auf. Der letzte Auftritt dieser Figur war beim Tourabschluss in Brisbane. Bei jedem Konzert wurden unmittelbar vor dem Beginn ihres Auftritts die Lieder Klara Stjärnor von Jan Johansson sowie Miserere Mei, Deus von Gregorio Allegri vom Band gespielt. Nach dem Ende des Auftritts lief das Lied Sorrow in the Wind von Emmylou Harris vom Band.

## Konzerte

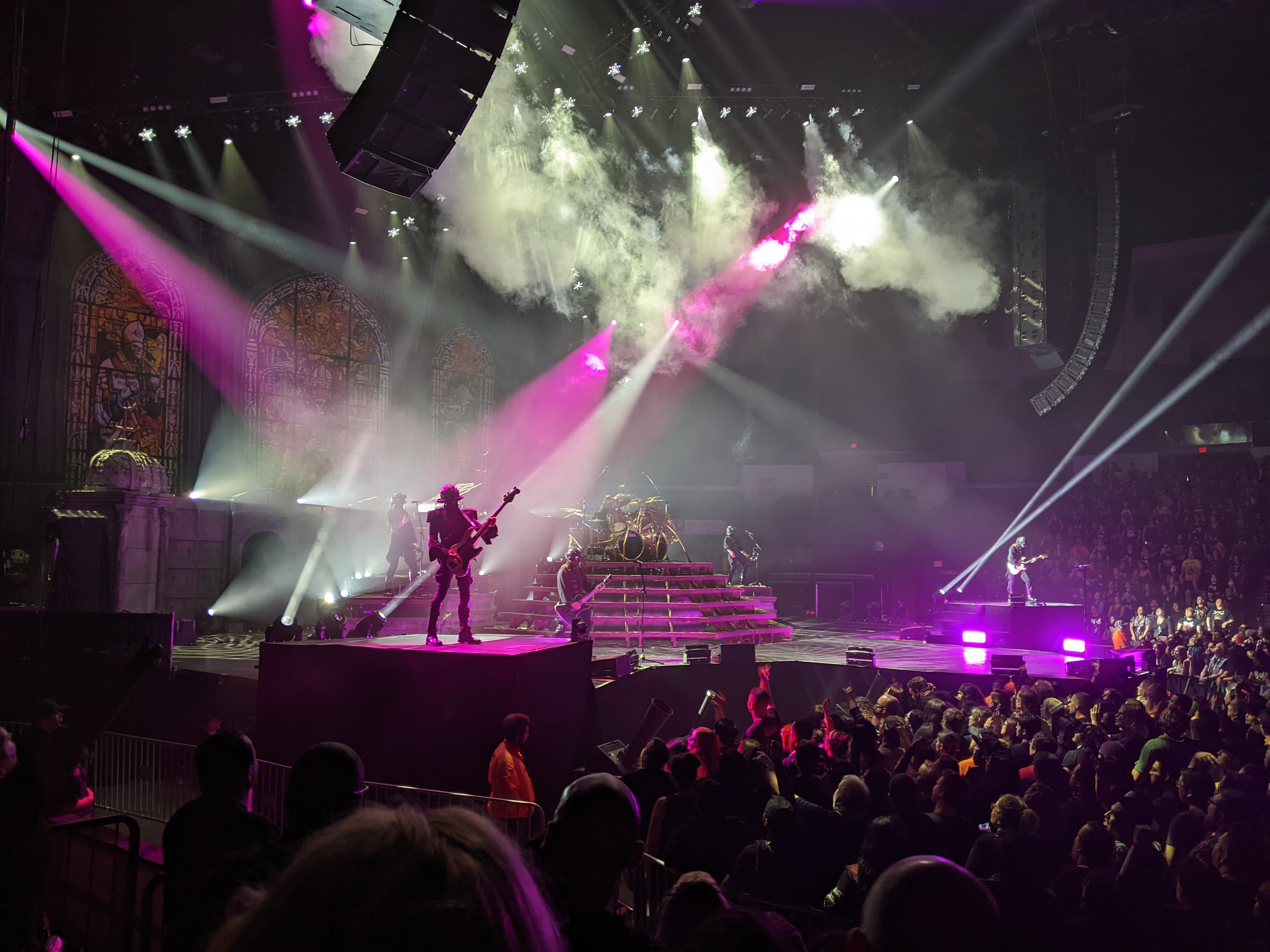
Ghost live in San Diego

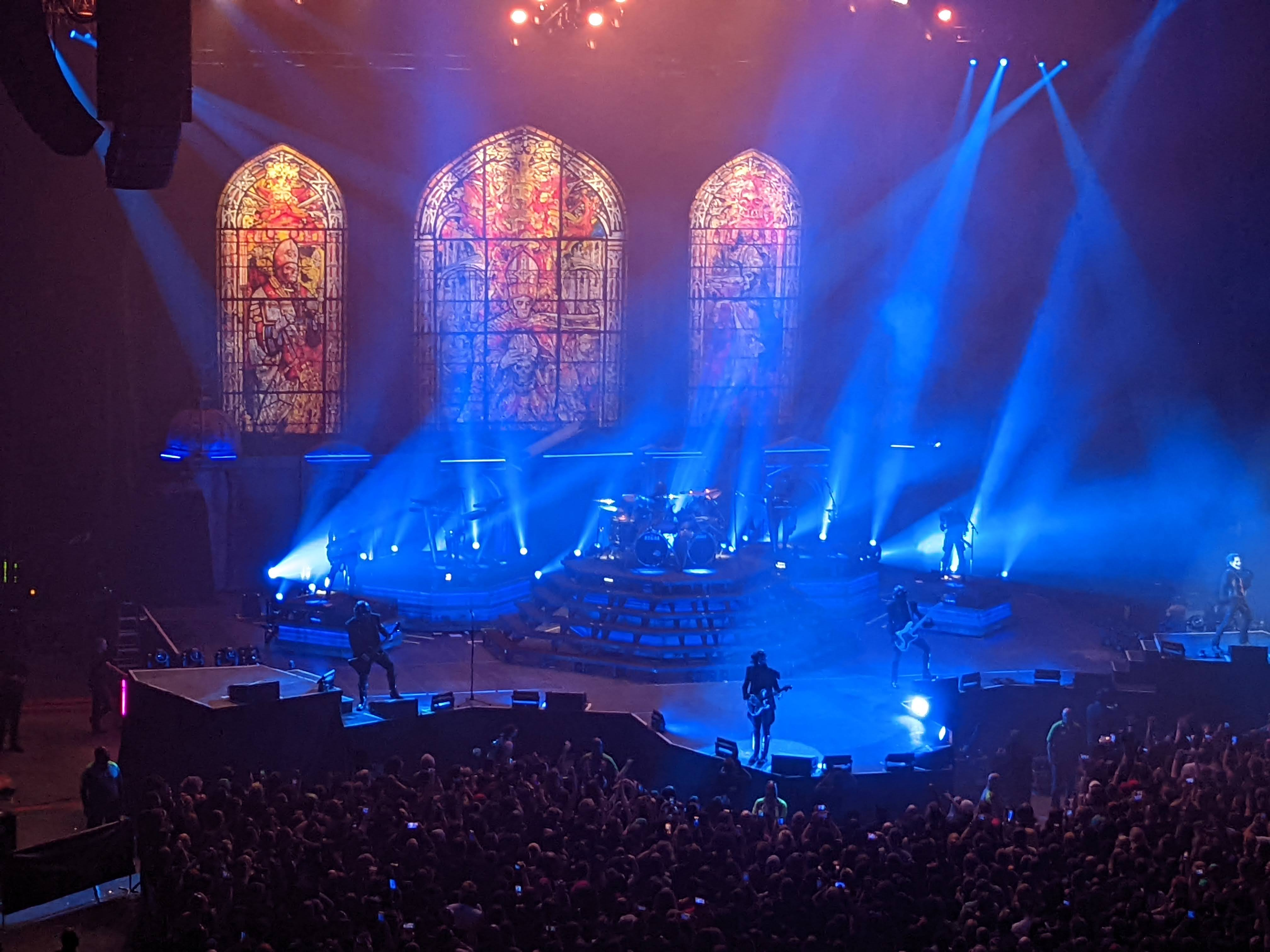
Ghost live in Tampa

Festivalauftritte sind grün unterlegt, ausgefallene Termine sind rot unterlegt.

### Europa 2022
| Datum     | Stadt             | Veranstaltungsort               | Vorgruppe                              |
| --------- | ----------------- | ------------------------------- | -------------------------------------- |
| 9. April  | Manchester        | AO Arena                        | Uncle Acid & the Deadbeats Twin Temple |
| 11. April | London            | The O2 Arena                    | Uncle Acid & the Deadbeats Twin Temple |
| 13. April | Glasgow           | OVO Hydro                       | Uncle Acid & the Deadbeats Twin Temple |
| 15. April | Birmingham        | Resorts World Arena             | Uncle Acid & the Deadbeats Twin Temple |
| 17. April | Rotterdam         | Rotterdam Ahoy                  | Uncle Acid & the Deadbeats Twin Temple |
| 18. April | Paris             | Accor Arena                     | Uncle Acid & the Deadbeats Twin Temple |
| 19. April | Köln              | Lanxess Arena                   | Uncle Acid & the Deadbeats Twin Temple |
| 21. April | Leipzig           | Arena Leipzig                   | Uncle Acid & the Deadbeats Twin Temple |
| 22. April | Frankfurt am Main | Festhalle                       | Uncle Acid & the Deadbeats Twin Temple |
| 24. April | Prag              | O2 Arena                        | Uncle Acid & the Deadbeats Twin Temple |
| 27. April | Tampere           | Nokia-areena                    | Uncle Acid & the Deadbeats Twin Temple |
| 29. April | Stockholm         | Avicii Arena                    | Uncle Acid & the Deadbeats Twin Temple |
| 30. April | Oslo              | Oslo Spektrum                   | Uncle Acid & the Deadbeats Twin Temple |
| 1. Mai    | Malmö             | Malmö Arena                     | Uncle Acid & the Deadbeats Twin Temple |
| 3. Mai    | Brüssel           | Forest National                 | Uncle Acid & the Deadbeats Twin Temple |
| 5. Mai    | Mailand           | Mediolanum Forum                | Uncle Acid & the Deadbeats Twin Temple |
| 7. Mai    | Badalona          | Pavelló Olímpic de Badalona     | Uncle Acid & the Deadbeats Twin Temple |
| 8. Mai    | Madrid            | Palacio Vistalegre              | Uncle Acid & the Deadbeats Twin Temple |
| 11. Mai   | Wien              | Wiener Stadthalle               | Uncle Acid & the Deadbeats Twin Temple |
| 13. Mai   | Zürich            | Hallenstadion                   | Uncle Acid & the Deadbeats Twin Temple |
| 15. Mai   | Hannover          | ZAG-Arena                       | Uncle Acid & the Deadbeats Twin Temple |
| 16. Mai   | München           | Olympiahalle                    | Uncle Acid & the Deadbeats Twin Temple |
| 18. Mai   | Budapest          | Papp László Budapest Sportaréna | Uncle Acid & the Deadbeats Twin Temple |
| 18. Juni  | Clisson           | Hellfest                        | Uncle Acid & the Deadbeats Twin Temple |

### Nordamerika 2022
| Datum         | Stadt          | Veranstaltungsort          | Vorgruppe          |
| ------------- | -------------- | -------------------------- | ------------------ |
| 26. August    | San Diego      | Pechanga Arena             | Mastodon Spiritbox |
| 27. August    | Tucson         | Tucson Convention Center   | Mastodon Spiritbox |
| 30. August    | Austin         | Moody Center               | Mastodon Spiritbox |
| 31. August    | Corpus Christi | American Bank Center       | Mastodon Spiritbox |
| 2. September  | Huntsville     | Von Braun Center           | Mastodon Spiritbox |
| 3. September  | Duluth         | Gas South Arena            | Mastodon Spiritbox |
| 4. September  | Asheville      | ExploreAsheville.com Arena | Mastodon Spiritbox |
| 6. September  | Tampa          | Yuengling Arena            | Mastodon Spiritbox |
| 8. September  | Danville       | Blue Ridge Rock Fest       | Mastodon Spiritbox |
| 9. September  | Trenton        | CURE Insurance Arena       | Mastodon Spiritbox |
| 10. September | Elmont         | UBS Arena                  | Mastodon Spiritbox |
| 12. September | Providence     | Dunkin’ Donuts Center      | Mastodon Spiritbox |
| 13. September | Bangor         | Cross Insurance Center     | Mastodon Spiritbox |
| 15. September | Québec         | Centre Vidéotron           | Mastodon Spiritbox |
| 16. September | Laval          | Place Bell                 | Mastodon Spiritbox |
| 17. September | Toronto        | Coca-Cola Coliseum         | Mastodon Spiritbox |
| 19. September | Saginaw        | Dow Event Center           | Mastodon Spiritbox |
| 20. September | Youngstown     | Covelli Centre             | Mastodon Spiritbox |
| 21. September | Peoria         | Peoria Civic Center        | Mastodon Spiritbox |
| 23. September | Green Bay      | Resch Center               | Mastodon Spiritbox |

### Europa 2023
| Datum          | Stadt            | Veranstaltungsort                 | Vorgruppe           |
| -------------- | ---------------- | --------------------------------- | ------------------- |
| 21. Mai        | Rouen            | Zénith de Rouen                   | Spiritbox           |
| 22. Mai        | Lyon             | Halle Tony Garnier                | Spiritbox           |
| 23. Mai        | Toulouse         | Zénith de Toulouse Métropole      | Spiritbox Lucifer   |
| 25. Mai        | Rennes           | Le Liberte                        | Spiritbox Lucifer   |
| 26. Mai        | Lille            | Zénith de Lille                   | Spiritbox Lucifer   |
| 28. Mai        | Straßburg        | Zénith Strasbourg Europe          | Spiritbox Lucifer   |
| 29. Mai        | Mailand          | Ippodromo del Galoppo di San Siro | Death SS & Lucifer  |
| 30. Mai        | Nizza            | Palais Nikaia                     | Spiritbox & Lucifer |
| 1. Juni        | Barcelona        | Primavera Sound                   | –                   |
| 3. Juni        | Nantes           | Zénith Nantes Metropole           | Lucifer             |
| 4. Juni        | Amsterdam        | AFAS Live                         | Halestorm           |
| 6. Juni        | Berlin           | Velodrom                          | Halestorm           |
| 8. Juni        | Krakau           | Mystic Festival                   | –                   |
| 10. Juni       | Sölvesborg       | Sweden Rock Festival              | –                   |
| 11. Juni       | Donnington Park  | Download-Festival                 | –                   |
| 12. Juni       | Esch-sur-Alzette | Rockhal                           | Halestorm & Lucifer |
| 13. Juni       | Bochum           | RuhrCongress                      | Halestorm           |
| 15. Juni       | Dessel           | Graspop Metal Meeting             | –                   |
| 17. Juni       | Kopenhagen       | Copenhell                         | –                   |
| 19. Juni       | Hamburg          | Barclays Arena                    | The Hellacopters    |
| 20. Juni       | Neu-Ulm          | Ratiopharm-Arena                  | The Hellacopters    |
| 23. Juni       | Oslo             | Tons of Rock                      | –                   |
| 22. – 25. Juni | Spálené Poříčí   | Basinfire Festival                | –                   |
| 28. Juni       | Viveiro          | Resurrection Fest                 | –                   |
| 1. Juli        | Seinäjoki        | Provinssirock                     | –                   |
| 2. Juli        | Helsinki         | Tuska Open Air Metal Festival     | –                   |

### Re-Imperatour 2023
| Datum         | Stadt             | Veranstaltungsort                      | Vorgruppe              |
| ------------- | ----------------- | -------------------------------------- | ---------------------- |
| 2. August     | Concord           | Concord Pavilion                       | Amon Amarth            |
| 4. August     | Auburn            | White River Amphitheatre               | Amon Amarth            |
| 5. August     | Airway Heights    | BECU Live at Northern Quest            | Amon Amarth            |
| 7. August     | West Valley City  | USANA Amphitheatre                     | Amon Amarth            |
| 8. August     | Denver            | Fiddler’s Green Amphitheatre           | Amon Amarth            |
| 11. August    | St. Louis         | Hollywood Casino Amphitheatre          | Amon Amarth            |
| 12. August    | Milwaukee         | American Family Insurance Amphitheatre | Amon Amarth            |
| 14. August    | Clarkston         | Pine Knob Music Theatre                | Amon Amarth            |
| 15. August    | Chicago           | Huntington Bank Pavilion               | Amon Amarth            |
| 16. August    | Cincinnati        | PNC Pavilion at Riverbend Music Center | Amon Amarth            |
| 18. August    | Syracuse          | St. Joseph’s Health Amphitheater       | Amon Amarth            |
| 19. August    | Mansfield         | Xfinity Center                         | Amon Amarth            |
| 20. August    | Bridgeport        | Hartford HealthCare Amphitheater       | Amon Amarth            |
| 22. August    | Indianapolis      | TCU Amphitheater                       | Amon Amarth            |
| 23. August    | Burgettstown      | The Pavilion at Star Lake              | Amon Amarth            |
| 24. August    | Bristow           | Jiffy Lube Live                        | Amon Amarth            |
| 25. August    | Camden            | Freedom Mortgage Pavilion              | Amon Amarth            |
| 27. August    | Nashville         | Ascend Amphitheater                    | Amon Amarth            |
| 29. August    | Simpsonville      | CCNB Amphitheatre at Heritage Park     | Amon Amarth            |
| 30. August    | Jacksonville      | Daily’s Place                          | Amon Amarth            |
| 31. August    | Tampa             | MidFlorida Credit Union Amphitheatre   | Amon Amarth            |
| 2. September  | The Woodlands     | The Cynthia Woods Mitchell Pavilion    | Amon Amarth            |
| 3. September  | Austin            | Germania Insurance Amphitheater        | Amon Amarth            |
| 5. September  | Irving            | The Pavilion at Toyota Music Factory   | Amon Amarth            |
| 7. September  | Albuquerque       | Isleta Amphitheater                    | Amon Amarth            |
| 8. September  | Phoenix           | Talking Stick Resort Amphitheatre      | Amon Amarth            |
| 11. September | Los Angeles       | Kia Forum 1                            | –                      |
| 12. September | Los Angeles       | Kia Forum 1                            | –                      |
| 18. September | Mexiko-Stadt      | Palacio de los Deportes                | Tribulation            |
| 20. September | Sao Paulo         | Espaço Unimed                          | Crypta                 |
| 21. September | Sao Paulo         | Espaço Unimed                          | Crypta                 |
| 24. September | Buenos Aires      | Movistar Arena                         | Poseidotica            |
| 27. September | Santiago de Chile | Movistar Arena                         | Pentagram Chile        |
| 3. Oktober    | Sydney            | Qudos Bank Arena                       | Southeast Desert Metal |
| 4. Oktober    | Melbourne         | John Cain Arena                        | Southeast Desert Metal |
| 7. Oktober    | Brisbane          | Brisbane Entertainment Centre          | Southeast Desert Metal |

## Setlists
| Ghost (9. April 2022) 1. Imperium (Intro) 2. Kaisarion 3. Rats 4. From the Pinnacle to the Pit 5. Spillways 6. Devil Church 7. Call Me Little Sunshine 8. Miasma 9. Cirice 10. Hunter’s Moon 11. Faith 12. Helvetesfönster 13. Year Zero 14. Spöksonat 15. He Is 16. Ritual 17. Mummy Dust 18. Kiss the Go-Goat 19. Enter Sandman (Original: Metallica) 20. Dance Macabre 21. Square Hammer | Uncle Acid & the Deadbeats (9. April 2022) 1. Mind Crawler 2. Shockwave City 3. 13 Candles 4. Crystal Spiders 5. Ritual Knife 6. I’ll Cut You Down 7. Melody Lane Twin Temple (9. April 2022) 1. In Lvx 2. Sex Magick 3. Let’s Have a Satanic Orgy 4. Satan’s a Woman 5. I’m Wicked 6. In Nox |

| Ghost (26. August 2022) 1. Imperium (Intro) 2. Kaisarion 3. Rats 4. Faith 5. Spillways 6. Devil Church 7. Cirice 8. Hunter’s Moon 9. Ritual 10. Call Me Little Sunshine 11. Con Clavi Con Dio 12. Prime Mover 13. Watcher in the Sky 14. Year Zero 15. Spöksonat 16. He Is 17. Miasma 18. Mary on a Cross 19. Mummy Dust 20. Kiss the Go-Goat 21. Dance Macabre 22. Square Hammer | Mastodon (26. August 2022) 1. Pain with an Achor 2. Crystal Skull 3. Megalodon 4. The Crux 5. Teardrinker 6. Bladecatcher 7. Black Tongue 8. The Czar 9. Pushing the Tides 10. More Than I Could Chew 11. Mother Puncher Spiritbox (26. August 2022) 1. Circle with Me 2. Hurt You 3. Yellowjacket 4. Holy Roller 5. Rotoscope 6. Hysteria |

| Ghost (21. Mai 2023) 1. Imperium (Intro) 2. Kaisarion 3. Rats 4. Faith 5. Spillways 6. Cirice 7. Hunter’s Moon 8. Jesus He Knows Me (Original: Genesis) 9. Ritual 10. Call Me Little Sunshine 11. Con Clavi Con Dio 12. Watcher in the Sky 13. Year Zero 14. Spöksonat 15. He Is 16. Miasma 17. Mary on a Cross 18. Mummy Dust 19. Respite on the Spitalfields 20. Kiss the Go-Goat 21. Dance Macabre 22. Square Hammer | Spiritbox (21. Mai 2023) 1. Constance 2. Circle with Me 3. Secret Garden 4. Eternal Blue 5. The Void 6. Rotoscope 7. Rule of Nines 8. Sun Killer 9. Hurt You 10. Halcyon 11. The Mara Effect, Part 3 12. Yellowjacket 13. Holy Roller |

## Persönlichkeiten
| Ghost - Papa Emeritus IV – Gesang - A Nameless Ghoul – Gitarre - A Nameless Ghoul – Gitarre - A Nameless Ghoul – Bass - A Nameless Ghoul – Keyboards - A Nameless Ghoul – Schlagzeug | Uncle Acid & The Deadbeats - K.R. Starrs – Gesang, Gitarre - Vaughn Stokes – Gitarre - Justin Smith – Bass - Jon Rice – Schlagzeug | Twin Temple - Alexandra James – Gesang - Zachary James – Gitarre |

| Mastodon - Troy Sanders – Bass, Gesang - Brent Hinds – Gitarre, Gesang - Bill Kelliher – Gitarre, Gesang - Brann Dailor – Schlagzeug, Gesang | Spiritbox - Courtney LaPlante – Gesang - Mike Stringer – Gitarre - Josh Gilbert – Bass - Zev Rose – Schlagzeug | Carcass - Bill Steer – Gesang, Gitarre - Jeff Walker – Gesang, Bass - Tom Draper – Gitarre - Daniel Wilding – Schlagzeug |

## Rezeption
Das deutsche Onlinemagazin laut.de schrieb über das Konzert in Köln von einem „lohnenswertem Blockbuster-Entertainment“. Zwar wären Ghost-Shows in kleineren Hallen „ein wenig charmanter“, aber die „Messe wäre auch keine mehr für Insider, sondern eine Würdigung für die Musik und ihre Kraft“. Eva Goldbach von der Süddeutschen Zeitung beschrieb das Konzert in München als eine „Mischung aus dämonisch angehauchtem Heavy-Metal-Konzert und Pop-Party“ und als ein „Erlebnis“. Rene Botello vom US-amerikanischen Onlinemagazin Ghost Cult schrieb über das Konzert in Corpus Christi und beschrieb den Headliner Ghost als „unaufhaltsame Kraft, die Musik und Darbietung auf ein neues Level führten“. Der Leser solle sich „selbst einen Gefallen tun und Ghost live sehen, weil er es nicht bereuen würde“.